# Jakob Ankersen
Jakob Ankersen, född 22 september 1990 i Esbjerg, är en dansk före detta fotbollsspelare. Han är tvillingbror till fotbollsspelaren Peter Ankersen.
Den 2 februari 2015 skrev Ankersen på ett treårskontrakt med IFK Göteborg. Den 30 januari 2017 värvades Ankersen av belgiska Zulte Waregem, där han skrev på ett 2,5-årskontrakt med option på ytterligare en säsong. I juni 2017 skrev Ankersen på för den danska klubben AGF.
Den 6 augusti 2020 vände Ankersen hem till moderklubben Esbjerg fB, där han skrev på ett kontrakt till 2023. Den 10 augusti 2022 skrev Ankersen på ett ettårskontrakt med Randers. Den 10 juli 2023 skrev han på ett tvåårskontrakt med AC Horsens. I november 2024 avslutade Ankersen sin fotbollskarriär.